# Clipperton
L'isola di Clipperton, anche chiamata isola della Passione (in francese Île de Clipperton o Île de la Passion) è un atollo francese situato nell'oceano Pacifico, a 1.280 km a ovest del Messico. Le coordinate dell'atollo sono 10°18'N, 109°13'O. Posta prima sotto la giurisdizione dello Stabilimento francese di Oceania nel 1936 poi della Polinesia francese fino al 18 marzo 1986, l'isola fa oggi parte dei possedimenti marittimi pubblici ed è iscritta fra le proprietà demaniali dello Stato e, a questo titolo, sotto l'autorità del Primo Ministro il quale delega all'Alto Commissario della Repubblica della Polinesia francese per permessi come quello di attracco o di concessione di sfruttamento. Clipperton non è quindi formalmente un TOM.

## Geografia
Clipperton, il cui vero nome di battesimo è île de La Passion (isola della passione), è il più piccolo territorio ai confini del Pacifico in possesso della Francia. L'isola si trova a 690 miglia nautiche (1.280 km) dalla costa più vicina, quella del Messico, e più precisamente da Acapulco, e a 510 miglia (945 km) dalla prima terra, quella della piccola isola di Socorro dell'arcipelago messicano di Revillagigedo a nord, mentre Nuku Hiva, delle Marchesi, la terra francese più vicina, è a 2.170 miglia (4.018 km) a sud-ovest. L'arcipelago delle Hawaii è a 4.930 chilometri.
Unico atollo corallino di questa parte del Pacifico, Clipperton ha una forma sub-circolare di 12 km di circonferenza. La superficie delle terre emerse è di 1,7 km² e il punto più alto è una roccia vulcanica di 29 m. Aperta originariamente da due passi (a SE e a NE), la laguna (7,2 km²) si è chiusa tra il 1840 e il 1858, probabilmente a causa di tempeste. L'isolamento delle acque della laguna dall'oceano ha causato la morte dei coralli e una eutrofizzazione dell'ambiente marino. L'evaporazione delle acque della laguna è inferiore alle precipitazioni; l'acqua è quindi dolce in superficie, salata e leggermente acida sotto i 6 m. Il fondo presenta molte fosse di più di 20 m di profondità e quella massima nota è di 90 m al Trou sans fond (pozzo senza fondo). I tentativi d'esplorazione di questo sito sottomarino, forse un antico cratere vulcanico, da parte del comandante Cousteau sono stati impediti dall'eccessiva concentrazione di idrogeno solforato.
Il suolo è costituito da ghiaia e sabbia coralline spesso mischiati a guano, la vegetazione è quasi inesistente, ma i granchi (circa 12 milioni di granchi arancioni della famiglia dei Gecarcinadae) e gli uccelli (circa 110.000) sono numerosi, e le acque vicine sono infestate di squali. Il vento forte e la barriera corallina appena sotto il livello del mare rendono ogni sbarco pericoloso.

## Storia
L'isola fu scoperta il giovedì santo 2 aprile 1711 dai francesi Martin de Chassairon e Michel du Bocage, comandanti delle fregate La Découverte (La scoperta) e La Princesse (La principessa), che ne tracciarono la prima mappa. In memoria di quel giorno, essi la battezzarono Isola della Passione.
Il nome di Clipperton le deriva dal filibustiere e naturalista inglese John Clipperton (o Clippington), che, secondo alcuni, aggirò al largo o, secondo altri, sbarcò sull'isola nel 1704, dopo essersi ritirato e aver lasciato la spedizione di William Dampier. Nonostante non sia stata ritrovata alcuna traccia scritta del suo passaggio, la storia mantenne il nome di Clipperton senza che se ne conosca veramente il motivo, senza dubbio a causa di una leggenda del tesoro.
Interessata dal fosfato dell'isola, la Francia ne prese possesso il 17 novembre 1858. Tuttavia, il più vicino Messico la rivendicò e l'occupò dal 1897; in seguito rinunciò ad essa a causa di rivolte interne. Nel 1914 il governo del Messico dimenticò la guarnigione di soldati con donne e bambini che morirono di scorbuto e per un naufragio avvenuto durante un tentativo di fuga. Le uniche persone a salvarsi furono tre donne, otto bambini e un uomo di nome Victoriano Álvarez, il guardiano del faro situato sull'isola. L'uomo, in preda a turbe psichiche, si rese protagonista di comportamenti bizzarri e violenti ai danni delle donne rimaste sull'isola al punto che una di esse lo uccise durante una colluttazione. I sopravvissuti furono tratti in salvo nel 1917 dalla nave da guerra americana Yorktown. Questa vicenda è divenuta celebre come la storia dei «Dimenticati di Clipperton».
Il conflitto di sovranità tra la Francia e il Messico fu risolto rimettendo la questione all'arbitrato di re Vittorio Emanuele III d'Italia, che il 28 gennaio 1931 dichiarò la sovranità francese sull'isola. Nel 1944 gli Stati Uniti occuparono l'isola, aprirono un passo nella corona, che richiusero andandosene, e livellarono il terreno costruendo una pista di atterraggio tuttora utilizzabile. In seguito alle proteste inviate nel gennaio 1945 dal ministro degli esteri Georges Bidault, gli Stati Uniti riconsegnarono il territorio alla Francia il 21 marzo 1945.
Dal 1966 al 1969 si succedettero in periodi di quattro mesi le Missioni Bougainville della Marina francese, che realizzarono degli studi molto dettagliati riguardo alla fauna e all'idrobiologia della laguna. Nel 1981 l'Accademia delle scienze d'oltremare ha raccomandato la realizzazione sull'atollo di una base per la pesca con la riapertura della laguna e la costruzione di una pista di atterraggio. In seguito all'adozione nel 1982 della convenzione internazionale sul diritto del mare, l'isolotto conferì alla Francia il diritto di controllo e di esportazione su una zona marittima di 435.612 km². Nel 1986 un documento firmato da quattro ministri ha classificato Clipperton tra i "domini pubblici dello stato".
Regolarmente, almeno una volta all'anno, un bastimento della Marina nazionale francese visita l'isola per rimpiazzare la targa commemorativa e la bandiera nazionale.
Una spedizione franco-messicana, la missione SURPACLIP, si recò sull'isola nel novembre del 1997 e fece una prima mappatura del territorio, diciassette anni dopo l'ultima missione scientifica (quella del gruppo di Cousteau). Questa fu la prima volta che i messicani tornarono ufficialmente dopo il dramma degli anni 1914-1917. Nel 2001 la missione francese Passion 2001, diretta da C. Jost del CNRS, appoggiata dalla Marina nazionale, ha realizzato una serie di studi dell'ambiente terrestre, ha impiantato per l'IRD la prima sonda geologica, ha fatto l'inventario della flora e della fauna, ha fatto una nuova cartografia ecc.
Dal dicembre 2004 al marzo 2005, l'esploratore Jean-Louis Étienne ed un gruppo di scienziati hanno fatto l'inventario degli animali che vivono sull'isola, ed hanno deciso di derattizzare l'isola. Il loro obiettivo è di creare una base da cui studiare l'evoluzione della biosfera, a partire dallo studio dei cambiamenti in un luogo confinato e poco visitato.

## Vita naturale

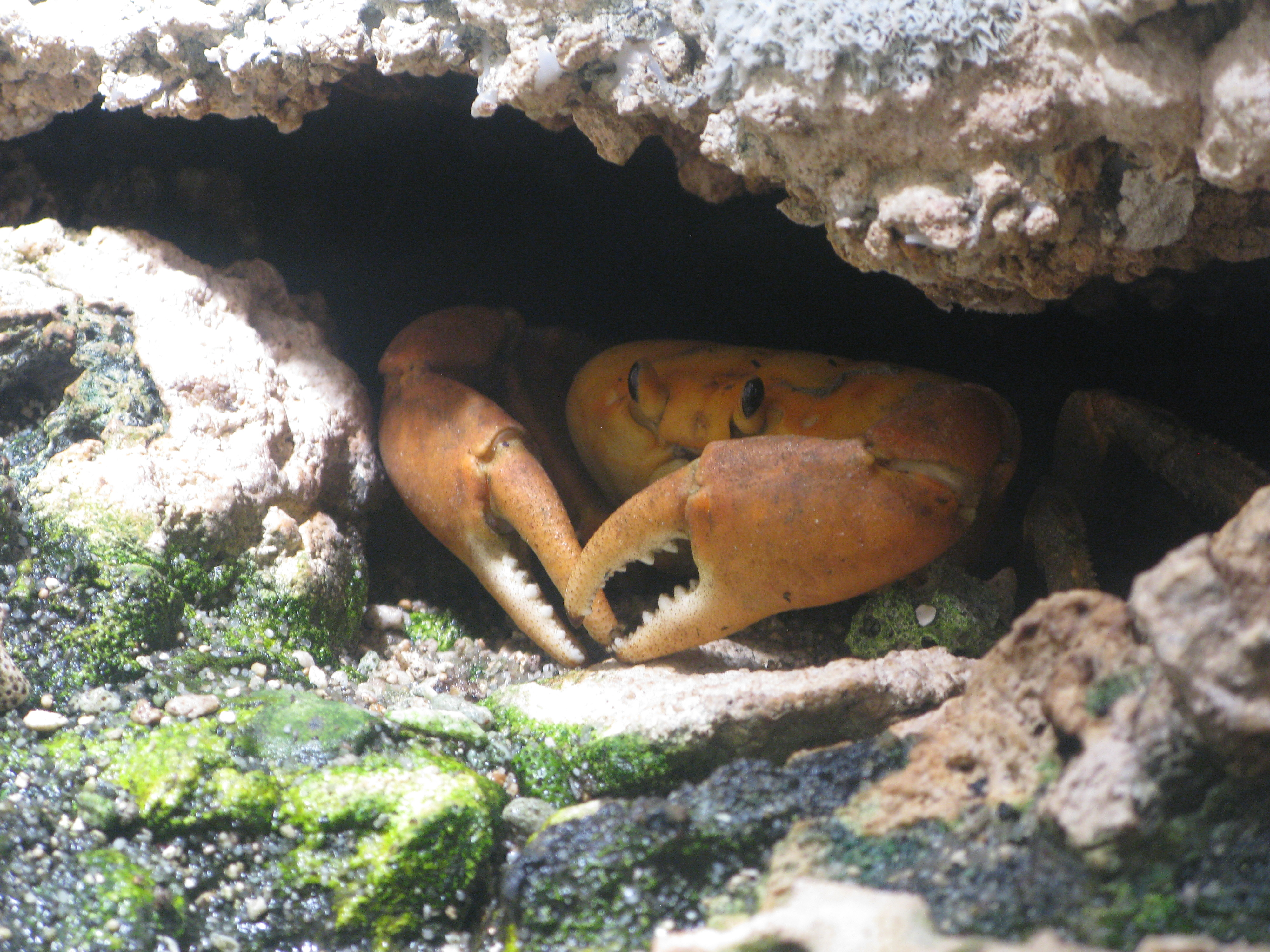
Granchio di Clipperton

Malgrado le risorse limitate, alcuni gruppi faunistici comprendenti numerosi esemplari vivono sull'isola, principalmente di granchi e di uccelli; alcuni ratti sono entrati a far parte di questo ecosistema in seguito ad un naufragio. Con l'esplorazione dell'isola alla fine del 2004 si è scoperto che le morti degli uccelli sono al di sopra della media, forse dovute alla scomparsa di cibo nelle vicinanze dell'isola, costringendo così gli uccelli a volare molto più lontano per cercarlo.

## Risorse
Il fosfato è stato sfruttato dal 1898 al 1917. Le risorse di guano sono ugualmente considerate.
Oggi disabitato, l'isolotto non assicura più nemmeno una stazione meteorologica. Il suo interesse attuale è nella zona economica esclusiva di 435.612 km² che la circonda e che permette alla Francia di essere membro della Commissione della pesca americana e di potervi pescare il tonno. La missione oceanografica franco-messicana SURPACLIP ha anche scoperto nel 1997 la presenza di noduli polimetallici ricchi di manganese, ferro e nichel.